# Feuerwehr Darmstadt
Koordinaten: 49° 52′ 28,4″ N, 8° 38′ 23,9″ O
Die Feuerwehr Darmstadt wurde im Jahr 1895 gegründet. Mit ihr stellt die Stadt Darmstadt den Brandschutz für über 160.000 Einwohner und eine Fläche von 122,24 km² sicher. Die Berufsfeuerwehr (BF) hatte bis zur Zerstörung im Zweiten Weltkrieg ihre Wache in der Kirchstraße, dann als Provisorium, in der Bessunger Knabenschule. Im Jahr 1954 wurde die heutige Feuerwache in der Bismarckstraße bezogen. Heute hat die BF Darmstadt rund 170 Mitarbeiter, davon sind ca. 110 Beamte im Einsatzdienst in drei (in der Leitstelle vier) Wachabteilungen tätig.
Unterstützt wird die BF Darmstadt durch die vier Freiwilligen Feuerwehren (FF) der Stadtteile Arheilgen, Eberstadt, Innenstadt und Wixhausen mit insgesamt rund 200 Feuerwehrleuten.

## Berufsfeuerwehr

### Geschichte

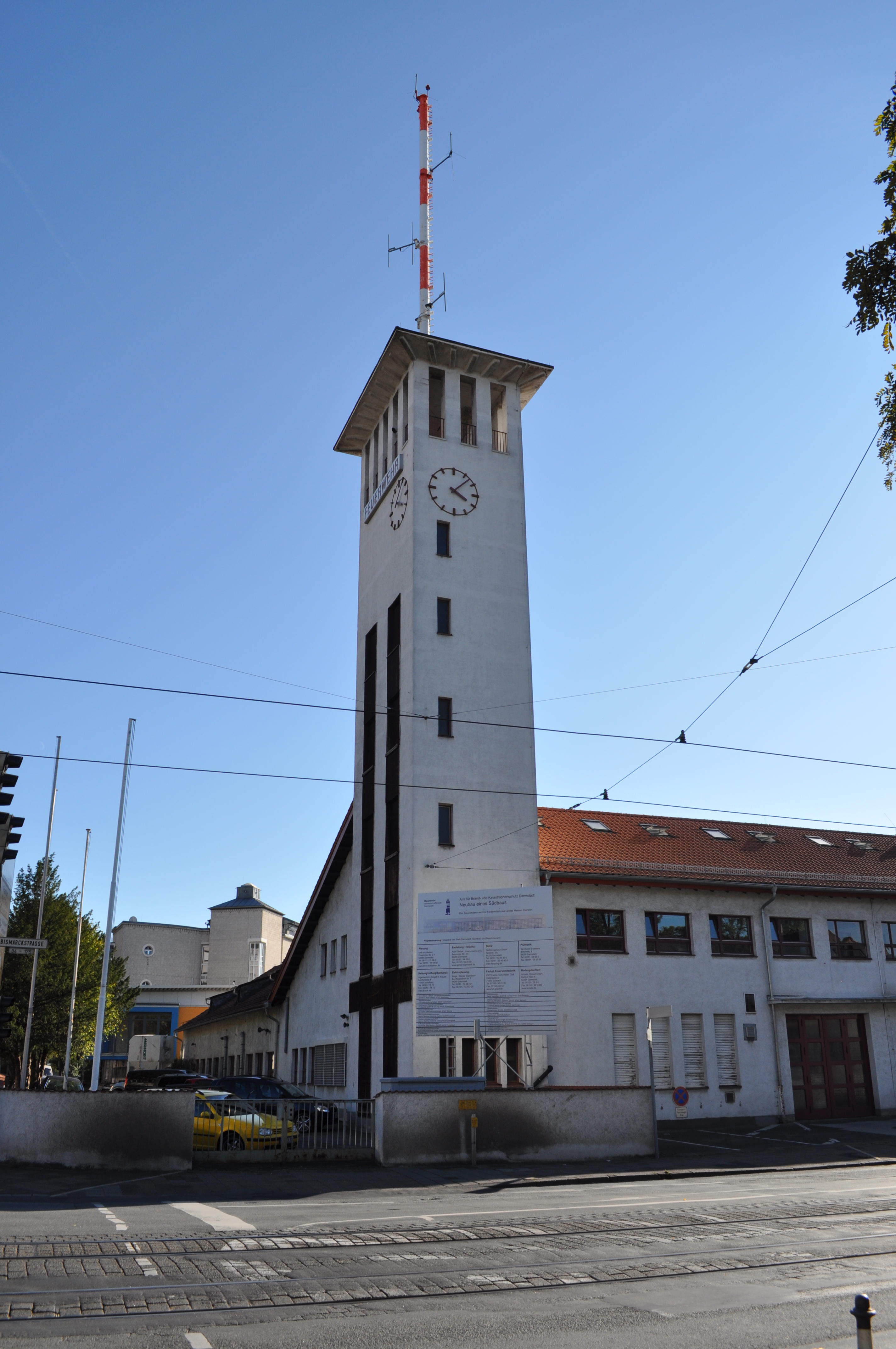
Denkmalgeschützter Schlauchturm der Feuerwache in der Bismarckstraße (2011)

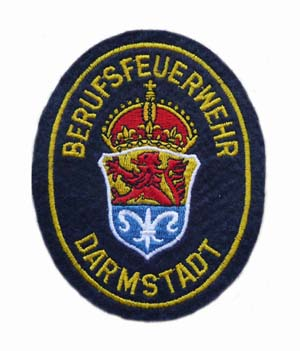
Ärmelabzeichen der Berufsfeuerwehr Darmstadt

Im Jahr 1848 erfolgte die Gründung einer Feuerlöschkompanie aus Mitgliedern der Turngemeinde Darmstadt. 1864 wurde das erste Feuerwehrhaus in der Woogstraße bezogen und 1883 kam es zur Trennung von Turnergemeinde und Feuerwehr.
1889 folgte die Einrichtung einer Nachtwache in der Kirchstraße und 1895 die Gründung einer ständigen Wache mit einem Führer und vier Mann. 1902 wurden vier Pferde bereitgestellt und die Räumlichkeiten des Wachgebäudes erweitert. 1905 wurde eine 24m-Drehleiter angeschafft, 1907 kam die erste Kohlensäure-Gasspritze hinzu. Das erste motorisierte Löschfahrzeug kam 1912 auf einem Opel-Fahrgestell zum Einsatz. 1916 kam es zur kompletten Umstellung auf Motorfahrzeuge, unter Aufgabe der Pferde-Bereithaltung. 1930 übernahm das Deutsche Rote Kreuz den Krankentransport. 1934 begann die Installation einer neuen Brandmeldeanlage.
Im Jahr 1939 wurde die Feuerwehr in Feuerschutzpolizei umbenannt und die Mannschaftsstärke auf 38 Mann erhöht. Für die beim Luftangriff auf Darmstadt im September 1944 zerstörte Feuerwache Kirchstraße wurde 1945 die Bessunger Knabenschule als provisorischer Ersatz hergerichtet. Nach dem Zweiten Weltkrieg bezog man 1954 mit einer Wachstärke von 22 Mann die neue Feuerwache in der Bismarckstraße 86. Der Schlauchturm mit seinen markanten Mosaiken steht mittlerweile unter Denkmalschutz. In den Jahren 1976 und 1977 wurde ein Erweiterungsbau (Verwaltungsbau und weitere Fahrzeughalle) mit sechs Stellplätzen für Großfahrzeuge, Büroräumen und der neuen Leitfunkstelle Hessen-Süd errichtet.
1993 wurde der Aufbau eines neuen Abrollbehälter-Systems begonnen (1 WLF + AB-Umwelt). 1994 wurden das Brandschutzamt und das Amt für Katastrophenschutz zusammengelegt. 1998 wurde in Darmstadt die erste Drehleiter auf einem Mercedes-Benz Econic-Fahrgestell in Dienst gestellt. Ein Jahr später wurde die neue Leitstelle zwischen dem Wachgebäude und dem Verwaltungsbau eingerichtet.
Im Jahr 2001 wurde das neue Fahrzeugkonzept mit Hilfeleistungslöschfahrzeugen realisiert. Nach dem Abriss der Behelfsbauten an der südlichen Geländegrenze wurden 2005 die Arbeiten am „Südbau“ begonnen, die 2011 abgeschlossen sein sollen. Dieser Erweiterungsbau auf dem Wachgelände Bismarckstraße 86 wird ein Materiallager, eine Atemschutzwerkstatt und -übungsstrecke, einen Unterrichtsraum, eine Kfz-Werkstatt, eine Waschhalle und neun Stellplätze für Fahrzeuge und Abrollbehälter umfassen.
In den letzten Jahren wurden zwei Sondereinheiten gebildet. Die Mess- und Umweltschutzgruppe wurde 2006 gegründet und übernimmt Sonderaufgaben in GABC-Lagen („Gefahrgut atomar, biologisch, chemisch“) wie zum Beispiel Probennahmen, Messungen an Austrittsorten gefährlicher Stoffe, Stoffnachweise und -identifikation. Die Berufsfeuerwehr Darmstadt arbeitet dabei eng mit der Werkfeuerwehr der Firma Merck zusammen. 2007 wurde zudem die Höhenrettungsgruppe in Dienst gestellt. Die Mitglieder dieser Sondereinheit sind besonders geschult und ausgerüstet zu Rettungen in Höhen und Tiefen und technischen Arbeiten in diesem Bereich.
Die Stärke der Wachebesatzung wurde im Januar 2007 durch Umsetzung der EU-Arbeitszeitregelung (48 Wochenstunden) von 24 auf 22 Beamte reduziert. Eine Wachebesatzung gliedert sich in 20 Einsatzbeamte aus der jeweiligen Wachabteilung und einem Technischen Einsatzleiter (TE) mit seinem Fahrer. Diese haben einen anderen Schichtrhythmus als die Wachabteilung. Bei einem Einsatz des Löschzuges mit dem ELW verbleiben dadurch nur noch 4 Beamte in der Wache, die je nach Einsatzlage Sonder- oder Reservefahrzeuge besetzen. Die Schlagkraft der Feuerwehr bei Groß- oder Paralleleinsätzen ist dadurch verringert, es muss daher in stärkerem Maße auf die Freiwilligen Feuerwehren zurückgegriffen werden.

#### Leiter
- 1922–1934 Karl Winter
- 1934–1940 Heinz Witzler
- 1940–1954 Max Jost
- 1954–1974 Karlheinz Kamieth
- 1974–1975 Hans Hofmann (kommissarisch)
- 1975–1989 Hans Hofmann
- 1989–2005 Hans-Jürgen Stein
- 2005–2006 Johann-Georg Braxenthaler (kommissarisch)
- 2006–2025 Johann-Georg Braxenthaler
- seit 2025 Johanna Herdt

## Dienstrhythmus

### Wachabteilungen
Die Wachabteilungen arbeiten seit dem 1. Januar 2018 in 24-h-Schichten mit einem 3-Wochen-Rhythmus.
Erste Woche:
```
Montag von 07:00 Uhr bis Dienstag 07:00 Uhr
Freitag von 07:00 Uhr bis Samstag 07:00 Uhr
Sonntag von 07:00 Uhr bis Montag 07:00 Uhr
```

Zweite Woche:
```
Mittwoch von 07:00 Uhr bis Donnerstag 07:00 Uhr
Samstag von 07:00 Uhr bis Sonntag 07:00 Uhr
```

Dritte Woche:
```
Dienstag von 07:00 Uhr bis Mittwoch 07:00 Uhr
Donnerstag von 07:00 Uhr bis Freitag 07:00 Uhr
von Freitag früh bis Montagmorgen ist „Langes Wochenende“
```

## Aktuelles Zugkonzept
Das aktuelle Fahrzeugkonzept basiert seit 2001 auf der Kombination von jeweils zwei nahezu baugleichen Hilfeleistungslöschfahrzeugen (interne Bezeichnung HTLF und HLF) mit, je nach Einsatzanforderung, einer Drehleiter (Brandeinsatz) oder dem Kranwagen (Hilfeleistungseinsatz). Weitere Sonderfahrzeuge und/oder Abrollbehälter können im Bedarfsfall hinzukommen. Bei Feuermeldungen in besonderen Objekten bzw. dem Einsatzstichwort „Menschenleben in Gefahr“ rückt zusätzlich zum Zug der Technische Einsatzleiter (TE) mit aus.
Der Einsatzleitwagen 1 (ELW 1) des Zugführers wird in Darmstadt als Zugführerwagen (ZFW) bezeichnet. Sämtliche Fahrzeuge, die von der Stadt beschafft wurden, sind traditionell in RAL 3003 (rubinrot) lackiert.

### Löschzug
Bei Feuermeldungen, Feuerschein, Rauchgeruch und ähnlichen Alarmmeldungen rückt der Löschzug aus.
Er besteht im Einzelnen aus:
Zugführerwagen (ZFW)
Hilfeleistungstanklöschfahrzeug (HTLF)
Drehleiter (DLK 23-12)
Hilfeleistungslöschfahrzeug (HLF)
Insgesamt sind es 16 Einsatzkräfte (sogenannter AGBF-Löschzug). Das zweite HLF ist allerdings nur 1/3 (1 Fahrzeugführer und 3 Einsatzkräfte) besetzt. Die 2 fehlenden Einsatzkräfte sind auf dem ZFW als Melder und auf der DLK als 3. Mann.
Je nach Meldung (z. B.: Feuer in besonderen Objekten oder Menschenleben in Gefahr) rückt zusätzlich noch der Technische Einsatzleiter mit einem Einsatzleitwagen (ELW 1) aus. Zusätzlich kann von der Leitfunkstelle Darmstadt direkt eine entsprechende Freiwillige Feuerwehr hinzu alarmiert werden.

### Hilfeleistungszug
Bei Technische Hilfeleistungseinsätzen (wie Verkehrsunfall mit eingeklemmten Personen etc.) rückt der Hilfeleistungszug aus.
Er besteht im Einzelnen aus:
Einsatzleitwagen, (ein Fahrer/ein Technischer Einsatzleiter), Zugführerwagen ZFW (Besetzung ein Fahrer/ein Zugführer/ein Melder), Hilfeleistungstanklöschfahrzeug HTLF 24/20 (1/5), Hilfeleistungslöschfahrzeug HLF 24/20 (1/3), Kranwagen KW 45 (1/1).
Bei besonderen Unfällen, z. B. mit Beteiligung eines Lkw oder Gefahrgut, wird der Hilfeleistungszug durch einen entsprechenden Abrollbehälter ergänzt.
Der Hilfeleistungszug besteht aus insgesamt 17 Einsatzkräften.

### Waldbrandlöschzug
Der Waldbrandzug rückt bei Meldebildern wie etwa „Brennt Gras und Gestrüpp“, „Waldbrand“ oder bei brennenden Gartenhütten aus.
Im Einzelnen besteht dieser Verband aus Zugführerwagen ZFW (1/2), Waldbrand-Tanklöschfahrzeug WTLF 24/56-5 (1/2), Hilfeleistungstanklöschfahrzeug HTLF 24/20 (1/5).

### Umweltschutzzug
Der Umweltschutzzug rückt bei Unfällen und Vorkommnissen mit Gefahrgütern aus. Hierbei ist zu erwähnen, dass der Wassertrupp des HTLF von zwei Mitarbeitern der Umweltschutzgruppe besetzt ist. Diese besetzen den Gerätewagen-Mess bei einem Umweltschutzzugeinsatz und ähnlichen Lagen.
Im Einzelnen besteht der Umweltschutzzug aus:
ELW (1/1), Zugführerwagen ZFW (1/2), GW-Mess (1/1), Hilfeleistungstanklöschfahrzeug HTLF 24/20 (1/3), Hilfeleistungslöschfahrzeug HLF 24/20 (1/3), WLF + Abrollbehälter Umwelt (1/1), Pulver-Tanklöschfahrzeug PTLF 24/50-5 (1/2).

### Fahrzeugpark
An Fahrzeugen zur Brandbekämpfung und technischen Hilfeleistung stehen der Berufsfeuerwehr Darmstadt verschiedene zur Verfügung. Es gibt 3 Einsatzleitwagen 1 (ELW 1) Der ELW des Zugführers wird in Darmstadt Zugführerwagen (ZFW) bezeichnet. Ein ELW wird als Reservefahrzeug vorgehalten. Zudem gibt es ein Einsatzleitwagen 2 (ELW 2) und vier Hilfeleistungslöschfahrzeuge (HLF 24/20) bzw. (HTLF 24/20). Die HLF und HTLF sind von der Beladung nahezu gleich. Im Gegensatz zu den Hilfeleistungstanklöschfahrzeugen haben die beiden Hilfeleistungslöschfahrzeuge z. B. eine 50-kN-Seilwinde und einen Wassersauger. Die Besatzung ist auf dem HLF 1/3 (1 Fahrzeugführer, 1 Maschinist und 1 Angriffstrupp) und auf dem HTLF 1/5 (1 Fahrzeugführer, 1 Maschinist, Angriffstrupp und Wassertrupp). Jeweils 1 HLF und HTLF ist im Alarmdienst. Um eine einigermaßen gleichmäßige Belastung der Fahrzeuge zu erreichen, werden sie im monatlichen Turnus getauscht.
Dazu gibt es drei Drehleitern DLK 23-12, 1 Pulver-Tanklöschfahrzeug PTLF 24/50-5 mit 250 kg ABC-Löschpulver und 500 Liter Schaummittel (interne Bezeichnung: PTLF) sowie 1 Waldbrandtanklöschfahrzeug TLF 24/56-5 (interne Bezeichnung: WTLF). Das Waldbrand-Tanklöschfahrzeug ist ein entsprechend konzipiertes und modifiziertes TLF 24/50. Außer einem größeren Wassertank und mehr Schlauchmaterial, besitzt es eine Seilwinde die in zwei Richtungen ziehen kann (100 kN hinten und 50 kN nach vorne). Zudem ist es vor den vorderen Reifen mit einer Selbstschutzeinrichtung ausgestattet.
Sonst gibt es drei Wechselladerfahrzeuge mit 12 Abrollbehältern, ein Gerätewagen-Öl ein Gerätewagen-Nachschub/Licht, zwei Gerätewagen-Mess, ein Kleinalarmfahrzeug KLAF, ein Gerätewagen-Höhenrettung, drei Mannschaftstransportfahrzeuge (MTF), ein Werkstattwagen, ein Kranwagen, ein Teleskoplader, sechs PKW und ein Rettungs- und Transportboot RTB 2.

### Abrollbehälter
Die Berufsfeuerwehr Darmstadt verfügt derzeit über 12 Abrollbehälter, die von 3 Wechselladerfahrzeugen sowie einem speziellen Anhänger aufgenommen werden können.
Der Abrollbehälter 01 Umwelt (AB-U, Baujahr 1993, Aufbau: Heines) enthält verschiedenste Materialien und Geräte für einen Gefahrguteinsatz. Dazu zählen u. a. verschiedene Chemikalienschutzanzüge, Auffangmaterialien und -behälter, Gefahrgutpumpen und -schläuche, Pressluftatmer, 2-m-Funkgeräte, Chemikalienbinder, verschiedene Blindkupplungen und Abdichtmaterial zum Verschließen von Leckagen etc.
Der Abrollbehälter 02 Plane (AB-Plane, Baujahr 1994, Aufbau: Wagner) beinhaltet Plane, Spriegel und weiteres Material zur Ladungssicherung.
Mit Hilfe des Abrollbehälters 03 Gefahrgut-Übung (AB-GÜ, Baujahr 1997, Eigenbau) können verschiedene Tätigkeiten im Gefahrguteinsatz geübt werden. Zum Beispiel Abdichten von Leckagen aus Tankwagen und Rohrleitungen, Abschiebern von Leitungen, Wechseln von Dichtungen etc. Aufgesattelt hat der Behälter die Höhe eines Kesselwagens der Bahn.
Für schwere Brände ist Abrollbehälter 04 Sonderlöschmittel (AB-SLM, Baujahr 1998, Aufbau: Ottenbacher/Jerg) da. Er ist beladen mit 3720 l AFFF-Schaum, CO2-Löschern, 2 × 250 kg Pulverlöschanlagen, 3 Wasserwerfern und Zubehör sowie weiteren wasserführenden Armaturen und Geräten.
Abrollbehälter 05 Bau (AB-Bau, Baujahr 2000, Aufbau: Heines) ist beladen mit Material zum Abarbeiten von Unfällen im Bereich von Hoch- und Tiefbau. Enthält verschiedene Handwerkzeuge, Karlsruher Ringe, Sägen, Bauholz und Zubehör, Abstützmaterialen etc.
Für die Herstellung einer Wasserversorgung über lange Wegstrecken wird Abrollbehälter 06 Schlauch (AB-Schlauch, Baujahr 2001, Aufbau: Ottenbacher/Jerg) eingesetzt. Er ist mit Schlauchmaterial B (4320 m) und C (1170 m), 2 Tragkraftspritzen TS 8/8, sowie wasserführenden Armaturen beladen. Der Abrollbehälter ist mit einer herunterklappbaren Plattform ausgestattet, um während der Fahrt Schlauchleitungen verlegen zu können.
Der Abrollbehälter 07 Atemschutz/Strahlenschutz (AB-A/S, Baujahr 2001, Aufbau: Schmitz) beladen mit Pressluftatmer, Atemschutzmasken, Mess- und Nachweisgeräte für den Strahlenschutzeinsatz, Ferngreifer, Transportbehälter für Strahler, Personendosimetrie und Dokumentationsmaterial.
Für den Transport von Schüttgut ist Abrollbehälter 08 Mulde (AB-Mulde, Baujahr 2002, Aufbau: Bruns) da. Er ist in Form einer Mulde aufgebaut.
Die Beladung des Abrollbehälter 09 Rüst (AB-Rüst, Baujahr 2003, Aufbau: Schmitz) besteht aus Material zur technischen Hilfeleistung bei Pkw, Lkw und Unfällen im Bereich der Deutschen Bahn und des ÖPNV. Zum Beispiel schwerem hydraulischem Rettungsgerät, Plasmaschneider, Brennschneidgerät, Hebekissen und Luftheber, verschiedene motorbetriebene Sägen, verschiedenes Handwerkzeug, hydraulische Verschiebeeinheiten, Unterbaumaterial, mehrere Spineboards und Schleifkorbtragen, Rettungsplattform, Infusions- und Verbandmaterial für den MANV etc.
Abrollbehälter 10 Sondereinsatz (AB-SE, Baujahr 2003, Aufbau: Heines) dient bei größeren Schadenslagen als Besprechungsraum, Personalunterkunft oder zur Ausgabe von Einsatzstellenverpflegung. Er ist ausgestattet mit einer Küchenzeile, Mikrowelle, Kaffeemaschine, Besprechungstisch und Sitzmöglichkeiten, 4m- und 2m-BOS-Funk und einer Toilette.
Die Berufsfeuerwehr verfügt über einen Teleskopstapler, der mit Hilfe des Abrollbehälters 11 Teleskopstapler (AB-Teleskop, Baujahr 2008, Aufbau: Bruns) zu Einsatzstellen verbracht werden kann. Er enthält außerdem alle Anbaugeräte des Staplers, wie Arbeitskorb, Schaufel mit Greiffunktion und der Gabel.
Der Abrollbehälter 12 Dekontamination (AB-Dekon, Baujahr 2009, Aufbau: Gimaex-Schmitz) ist eine Anlage zur Dekontamination von Personen und Geräten nach Unfällen mit Gefahrstoffen, Auftreten von Epidemien, Seuchen und anderen biologischen Kontaminationen. Die Beschaffung erfolgte durch die Arbeitsgemeinschaft Darmstädter Feuerwehren (BF Darmstadt sowie den Werkfeuerwehren Merck KGaA und Evonik).

## Fachgruppen
Für spezielle Einsätze wurden verschiedene Fachgruppen eingerichtet. Diese dienen zur Spezialisierung des Einsatzpersonals.
Spezielle Rettung, Umweltschutz, Information und Kommunikation, Technische Rettung
Spezielle Rettung
Die Fachgruppe Spezielle Rettung wurde im Jahr 2008 offiziell in Dienst genommen, nachdem nach einem zweiten Grundausbildungslehrgang im Hause genügend Höhenretter zur Verfügung standen, um eine kontinuierliche Besetzung mit mindestens vier Höhenrettern pro Schicht zu garantieren.
Momentan besteht die Fachgruppe Rettung aus 21 Höhenrettern. Bei einem Einsatz der Höhenrettungsgruppe werden bei Bedarf die dienstfreien Höhenretter zeitnah nachalarmiert, um schnell zusätzliches qualifiziertes Personal an der Einsatzstelle garantieren zu können.
Die Fachgruppe wird im Stadtgebiet eingesetzt und kann natürlich auf Anforderung auch in den Landkreis Darmstadt-Dieburg alarmiert werden.

## Freiwillige Feuerwehren der Stadt Darmstadt

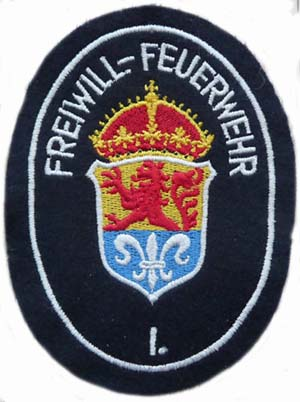
Ärmelabzeichen der Freiwilligen Feuerwehr Darmstadt

Unterstützung erhält die BF Darmstadt durch vier Freiwillige Feuerwehren der Stadtteile.

### Freiwillige Feuerwehr Darmstadt-Innenstadt
Die Freiwillige Feuerwehr Darmstadt-Innenstadt wurde 1849 gegründet und besteht zurzeit aus ca. 65 Mitgliedern. Sie übernimmt die Wachbesetzung der Berufsfeuerwehr, Logistikaufgaben und darüber hinaus die Sonderaufgaben der Wasserversorgung über lange Wegstrecken.
Sie verfügt über folgende Fahrzeuge:
- Einsatzleitwagen ELW 1
- Hilfeleistungslöschgruppenfahrzeug HLF 20
- Löschgruppenfahrzeug LF 10/6
- Löschgruppenfahrzeug LF 20 KatS
- Gerätewagen GW-L1 Hochwasser
- Gerätewagen GW-L2
- Anhänger Stromerzeuger 60 kVA mit Lichtmast
- Anhänger mit Schaum-Wasserwerfer SWW

Die Freiwillige Feuerwehr Innenstadt unterhält zur Nachwuchsgewinnung und als Bestandteil der Jugendarbeit eine Jugendfeuerwehr. Die Treffen sind während der Schulzeit jeden Mittwoch um 18:15 Uhr am Feuerwehrhaus in der Alicenstraße 34.
Die Kinderfeuerwehr ist ein Angebot für Kinder zwischen 6 und 10 Jahren. Sie trifft sich alle zwei Wochen samstags um 14 Uhr.

### Freiwillige Feuerwehr Darmstadt-Eberstadt
Die Freiwillige Feuerwehr Eberstadt wurde 1876 gegründet und verfügt derzeit über ca. 38 Mitglieder. Die Feuerwehr besetzt als Sonderaufgabe bei Großschadenslagen den Einsatzleitwagen ELW 2 und verfügt darüber hinaus über folgende Fahrzeuge:
- Einsatzleitwagen ELW 1
- Hilfeleistungslöschgruppenfahrzeug HLF 20
- Löschgruppenfahrzeug LF 10/6
- Löschgruppenfahrzeug LF 16/12
- Gerätewagen Logistik GW-L1
- Gerätewagen IuK GW-IuK
- Mannschaftstransportfahrzeug MTF
- 3 Anhänger

Die FF Eberstadt besitzt ebenfalls eine Jugendfeuerwehr, welche im Jahr 1988 gegründet wurde.

### Freiwillige Feuerwehr Darmstadt-Arheilgen
Die FF Arheilgen wurde im Jahr 1881 gegründet und verfügt derzeit über etwa 60 Einsatzkräfte. Die Sonderaufgabe der Freiwilligen Feuerwehr Darmstadt-Arheilgen ist die Vorhaltung des ersten Gefahrgutzugs der Wissenschaftsstadt Darmstadt. Dieser unterstützt den Umweltschutzzug der Berufsfeuerwehr Darmstadt auf Anforderung.
Fahrzeugbezogen ist die FF Arheilgen wie folgt bestückt:
- Einsatzleitwagen ELW 1
- Hilfeleistungslöschgruppenfahrzeug HLF 20
- Löschgruppenfahrzeug LF 10/6
- Löschgruppenfahrzeug LF 20 KatS
- Dekontaminationslastkraftwagen Personen
- ABC-Erkundungskraftwagen
- Wechselladerfahrzeug WLF
- Abrollbehälter Dekontamination G
- Mehrzweckanhänger MZA
- Anhänger Stromerzeuger 60 kVA mit Lichtmast
- Gerätewagen Logistik GW-L KatS

Die Jugendfeuerwehr von Arheilgen wurde im Jahr 1991 gegründet und besteht aus etwa 35 Jugendlichen.
Treffen sind jeden Mittwoch um 18:15 Uhr am Feuerwehrhaus im Floriansweg 2.
Die Wichtelwehr ist ein Angebot für Kinder zwischen acht und zehn Jahren. Sie trifft sich jeden zweiten Samstag um 10:00 Uhr.

### Freiwillige Feuerwehr Darmstadt-Wixhausen
Die FF Wixhausen wurde im Jahr 1884 gegründet. Die Feuerwehr beherbergt auch die dritte Drehleiter der Berufsfeuerwehr Darmstadt, welche als Reserve-Drehleiter für die auf der BF-Wache stationierten Drehleitern fungiert. Wird sie von der BF benötigt, wird sie bei der FF abgeholt und wird dann vom regulären Einsatzpersonal auf der Berufsfeuerwache besetzt.
Die Reserve-Drehleiter wird regulär von der FF Wixhausen besetzt, wenn die FF zu einem Einsatz im eigenen Ausrückegebiet hinzualarmiert wird.
Die Fahrzeugausstattung gliedert sich wie folgt:
- Einsatzleitwagen ELW 1
- Hilfeleistungslöschgruppenfahrzeug HLF 20
- Drehleiter DLK 23-12
- Löschgruppenfahrzeug LF 10/6
- Mannschaftstransportfahrzeug MTF

In Wixhausen ist ebenso eine Jugendfeuerwehr vorhanden.